# Russula pudorina
Russula pudorina är en svampart som beskrevs av McNabb 1973. Russula pudorina ingår i släktet kremlor,  och familjen kremlor och riskor.   Inga underarter finns listade.